# یواس‌اس کاتالپا (۱۸۶۴)
یواس‌اس کاتالپا (۱۸۶۴) (به انگلیسی: USS Catalpa (1864)) یک کشتی بود که طول آن ۱۰۵ فوت ۳ اینچ (۳۲٫۰۸ متر) بود. این کشتی در سال ۱۸۶۴ ساخته شد.